# Nazionale maschile di hockey su prato del Pakistan
La nazionale di hockey su prato del Pakistan è la squadra di hockey su prato rappresentativa del Pakistan ed è posta sotto la giurisdizione della Pakistan Hockey Federation.

## Partecipazioni

### Mondiali
- 1971 – Campione
- 1973 - 4º posto
- 1975 – 2º posto
- 1978 – Campione
- 1982 – Campione
- 1986 – 11º posto
- 1990 – 2º posto
- 1994 – Campione
- 1998 – 5º posto
- 2002 – 5º posto
- 2006 – 6º posto
- 2010 – 12º posto
- 2014 – non partecipa
- 2018 – 12º posto

### Olimpiadi
- 1908 – non partecipa
- 1920 – non partecipa
- 1928 - non partecipa
- 1932 - non partecipa
- 1936 - non partecipa
- 1948 - 4º posto
- 1952 - 4º posto
- 1956 - 2º posto
- 1960 - Campione
- 1964 - 2º posto
- 1968 - Campione
- 1972 - 2º posto
- 1976 - 3º posto
- 1980 - non partecipa
- 1984 - Campione
- 1988 - 5º posto
- 1992 - 3º posto
- 1996 - 6º posto
- 2000 - 4º posto
- 2004 - 5º posto
- 2008 - 8º posto
- 2012 - 7º posto

### Champions Trophy
- 1978 – Campione
- 1980 – Campione
- 1981 – 4º posto
- 1982 – 4º posto
- 1983 – 2º posto
- 1984 – 2º posto
- 1985 – 4º posto
- 1986 – 3º posto
- 1987 – ?
- 1988 – 2º posto
- 1989 – 4º posto
- 1990 – 4º posto
- 1991 – 2º posto
- 1992 – 3º posto
- 1993 – 4º posto
- 1994 – Campione
- 1995 – 3º posto
- 1996 – 2º posto
- 1997 – 5º posto
- 1998 – 2º posto
- 1999 – 6º posto
- 2000 – non partecipa
- 2001 – 4º posto
- 2002 – 3º posto
- 2003 – 3º posto
- 2004 - 3º posto
- 2005 – 5º posto
- 2006 – 5º posto
- 2007 – 7º posto
- 2008 – non partecipa

### Hockey Asia Cup
- 1982 - Campione
- 1985 - Campione
- 1989 - Campione
- 1994 - 3º posto
- 1999 - 2º posto
- 2003 - 2º posto
- 2007 - 6º posto